# 김일련
김일련(金一鍊, 1919년 ~ 1954년?, )은 일제강점기 시대 만주국의 경찰이었다. 만주국의 경찰로 유하현 공안국 특무경찰로 근무하였으며 한국의 독립군을 탄압하였다. 김희선의 아버지이다. 창씨명은 가나이 에이이치(金井英一), 가네야마 에이치(金山英一). 한편 그의 아버지 김성범의 이부 동생은 광복군 제3지대장 김학규라고 한다.

## 생애
만주국 유하경찰서 특무로 활동하며 독립군을 탄압하였다. 계급은 만주국 특무경찰 경위보(주임급)였고 직책은 특무경찰이었다. . 1945년 8월 15일 광복 전까지 만주국 류허현 공안국 경무과 특무계에서 특무로 근무하였다.
딸 김희선은 그가 아버지 김성범의 뒤를 이어 만주 봉천에서 농사를 지으며 작은 아버지 김학규의 독립운동을 지원했고, 본인도 한국독립당 특별당원으로 활동하다 소련군에 체포됐다고 말했다. 그러나 김일련과 김학규는 본관이 다르다. 2005년 10월 월간조선의 취재로 김일련의 친일전력이 밝혀졌고, 한나라당 국회의원 이재오는 이를 폭로하였다.
1945년 8월 소비에트 연방 홍군이 만주로 진격, 일본군과 앞잡이, 협력자 등을 체포해 베르호얀스크로 보낼 때 김일련도 베르호얀스크 감옥에 수감되었다. 그 뒤 일본이 패망하자 남한으로 내려와 장사에 종사하기 시작했고, 1949년 무역을 하러 중화인민공화국으로 건너갔다가 소련에 붙잡혀 수감되었다. 이어 포로수용소로 넘겨졌다. 1954년 베르호얀스크 감옥에서 그는 딸에게 노란색 엽서를 보냈고 이것도 친일 증거로 확인되었다.

## 친일 전력
2005년 10월 8일부터 10월 13일 월간조선은 만주 지린성(吉林)의 성도인 창춘시(長春市)와 퉁화시(通化市) 류허 현(柳河懸) 등지에 특파원을 파견 현지 취재를 통해 광복 전까지 만주국 류허 현 공안국 경무과 특무계에서 특무로 근무한 사실을 확인하고 17일 기사로 보도하였다.
2005년 5월 그가 독립군을 고문 탄압한 흔적이 확인되면서 국회 정무위원회 소속 한나라당 의원들이 열린우리당 김희선 의원에 대해 정무위원장과 '민족정기를 세우는 국회의원 모임' 회장직의 사퇴를 공식으로 요구하였다.
2005년 7월 6일 한나라당은 '김희선 의원 부친 친일행적 진상규명조사단'을 구성, 김일련의 친일 행적을 보도한 월간조선 기사를 토대로 조사 후, 김일련이 일제하 만주국 특무경찰로 재직하며 독립군을 탄압했음을 입증하였다. 한나라당 법률지원단 조사위원 겸 조사단장 고정균은 기자회견에서 7월 6일부터 13일까지 중국에서 조사한 결과 1942년판 지린성 퉁화시 류허 현(柳河)의 '만주관공리일람표'를 확인, 사본과 현지에 거주하는 한국 독립군 후손들의 증언을 녹취하여 김일련이 당시 류허현 경찰서 경무과 특무로 재직하며 독립군을 체포하고 고문했던 가나이에이치(金井英一)와 동일인임을 확인하였다. 진상조사단은 김일련에게 검거됐던 독립군 참모장 최창도(崔昌道), 소대장 최진규의 후손들을 만나 인터뷰한 내용을 녹음했고, 또 김 씨의 친일행적을 직접 목격했다는 목격자의 진술도 확보했다. 목격자들은 자료사진 속의 한 남성을 가리키며 이 사람이 가네야마라고 지적하고 조선 사람들을 탐문, 체포하였는데, 김일련은 한인이 잡히면 큰 칼로 목을 벤 뒤, 류허강변 버드나무에 매달아 놓았으며 한국인들을 상대로 독립운동 하지 말라고 겁주고 많은 독립운동가를 학살하였다고 증언하였다. 7월 20일 한나라당 국회의원 이재오는 김일련의 친일행적을 언론에 폭로하였다.
한편 김학규의 딸 김은순은 증언에서 김일련의 행적과 관련, ‘만주시절 경찰로 활동했느냐는 월간조선 측 질문에 경찰 활동을 했음을 증언하였다. 만주 유하에서 독립운동가를 색출해서 취조했다는 증언도 나타났다.

## 가계
국회의원 김희선은 의성 김씨 김일련의 딸인데 안동 김씨로 알려진 김학규의 후손이라고 주장하여 법정공방이 있었다. 김희선은 법정에서 증조 김순옥과 선우순(鮮于順) 사이에서 김성범, 김학규가 태어났는데, 선우순이 안동 김씨 김기섭과 결혼하면서 김성범을 데려가 형제지간이지만 본관이 달라졌다고 하였다. 안동 김씨에서는 김학규가 안동 김씨 돌림자 홀규(圭)가 아닌 의성 김씨 돌림자 별이름 규(奎)를 쓰고, 김학규의 자식들도 의성 김씨 돌림자 일(一)자를 쓴다면서 김학규는 안동 김씨가 아니라고 했으나 거짓말 이었다.
- 조부 : 김순욱
- 조모 : 선우순(鮮于順)
- 아버지 : 김성범
- 어머니 :
  - 딸 : 김희선

## 같이 보기
- 김희선
- 신상묵
- 정순석
- 김학규